# Граждане за европейское развитие Болгарии
Граждане за европейское развитие Болгарии (болг. Граждани за европейско развитие на България) — правоцентристская, популистская, консервативная и проевропейская политическая партия в Болгарии, созданная кметом Софии Бойко Борисовым.
Слово ГЕРБ официально не является сокращением (аббревиатурой) от слов «Граждане для европейского развития Болгарии» по аналогии с одноимённой ассоциацией, а является официальным названием партии в соответствии с её уставом.

## История
7 февраля 2008 года ГЕРБ была принята в состав Европейской народной партии.
На выборах в Европарламент 2007 года партия ГЕРБ получила больше всего голосов (420 001, или 21,68 %) и 5 депутатских мест, минимально опередив коалицию из Болгарской социалистической партии и Движения за социальный гуманизм и немного оторвавшись от третьей лидирующей партии — Движение за права и свободы. Депутатами стали Душана Здравкова, Владимир Уручев, Николай Младенов, Петя Ставрева, Румяна Желева.
5 июля 2009 года на выборах в 41-е Народное собрание ГЕРБ одержал убедительную победу, собрав 1 678 641 голос избирателей и получив в общей сложности 117 мандатов. Благодаря этому партия смогла сформировать правительство, которое возглавил её лидер Бойко Борисов.
Несмотря на то, что на парламентских выборах 2013 ГЕРБ получила наибольшее число депутатов в болгарском парламенте, она не вошла в правительственную коалицию.
После парламентских выборов 2014 ГЕРБ, получившая наибольшее число депутатов, сформировала коалиционное правительство во главе с Б. Борисовым.
Высший орган — Общее собрание (Общото събрание), между общими собраниями — Национальный исполнительный совет (Националният изпълнителен съвет).

## Участие в выборах
| Год, выборы         | голосов | мест | Δ       |
| ------------------- | ------- | ---- | ------- |
| 2007, Европарламент | 21,68 % | 5    | Впервые |
| 2009, Европарламент | 24,36 % | 5    | ▬       |
| 2009, парламентские | 39,7 %  | 117  | впервые |
| 2013, парламентские | 30,5 %  | 97   | ▼ 20    |
| 2014, Европарламент | 30,4 %  | 6    | ▲ 1     |
| 2014, парламентские | 32,67 % | 84   | ▼ 13    |
| 2017, парламентские | 33,54 % | 95   | ▲ 11    |
| 2021, парламентские | 25,7 %  | 75   | ▼ 6.9   |